# 기본 및 응용 사회 심리학
기본 및 응용 사회 심리학(Basic and Applied Social Psychology, BASP)은 테일러 앤드 프랜시스가 발행하는 2개월마다 발행되는 심리학 저널이다. 이 저널은 경험적 연구 논문의 출판을 강조하지만 문헌 검토, 비판, 사회 심리학적 이슈의 전체 범위를 아우르는 방법론적 또는 이론적 진술도 출판한다.
2015년에 이 저널은 저널에서 수락한 논문의 증거로 p-값(및 신뢰 구간과 같은 관련 추론 통계)을 금지하고 가설 검정을 "효과 크기를 포함한 강력한 기술 통계"로 대체했다. 그 이유는 "가설 검정의 최신 기술은 여전히 불확실하기 때문"이다.

## 같이 보기
- p-해킹